# Puerta Osario

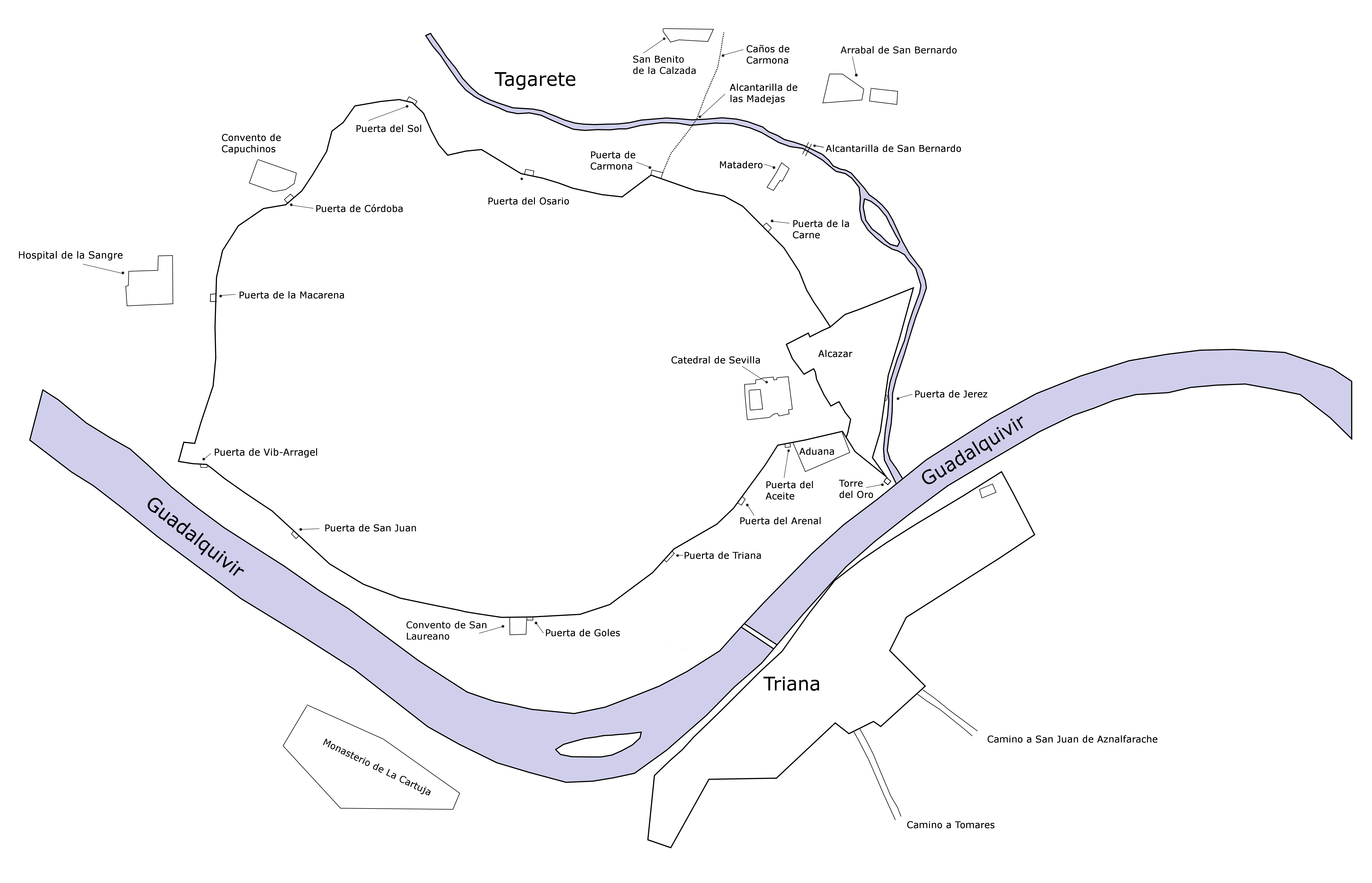
Mapa de Sevilla en el en el que se señala la Puerta Osario entre la Puerta de Carmona y la Puerta del Sol.

La Puerta Osario era una de las puertas con que contaba la muralla de la ciudad de Sevilla. Se encontraba situada en la actual Ronda Histórica. Fue demolida en 1868, aunque su nombre continua figurando en el callejero de la ciudad.

## Historia

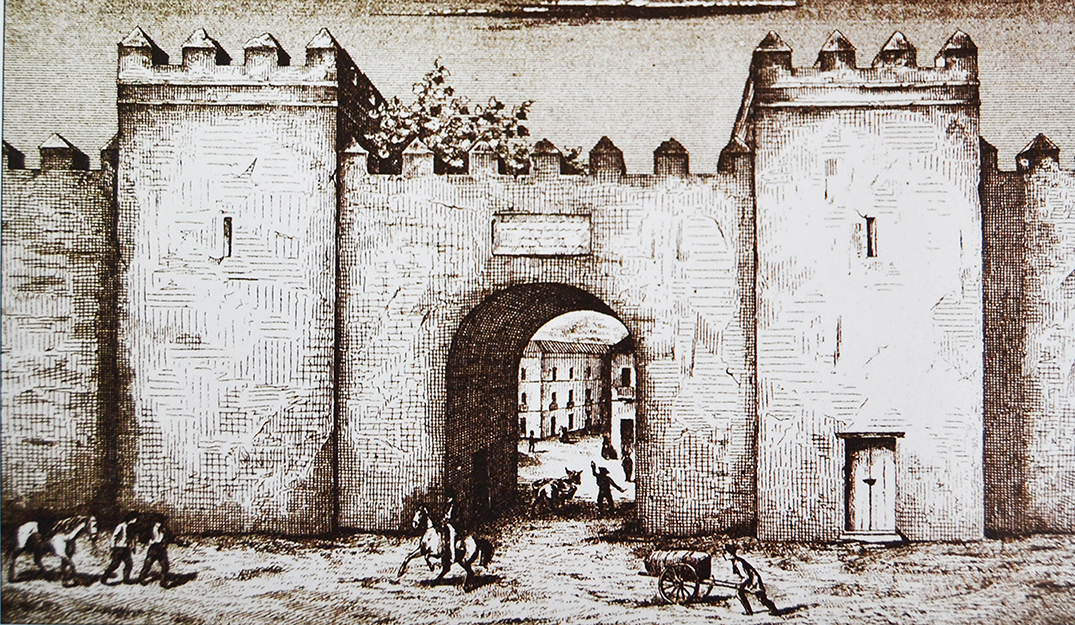
Vista de la Puerta Osario según grabado de 1878 de B Tovar.

Ya existía en la época de dominación islámica de Sevilla. En el Libro del Repartimiento del siglo XIII se designa con el nombre de Bin Alfat (Puerta de la Victoria). La denominación actual es de origen incierto, para algunos proviene de que en sus cercanías existía un cementerio musulmán. Rodrigo Caro, en cambio, considera que el nombre procede de una deformación del término Unzario, por ser el lugar en que se pesaba la harina que entraba en la ciudad.
En agosto de 1560 el Cabildo de Sevilla decidió la construcción de una nueva puerta en el mismo lugar debido a que la anterior amenazaba ruina, la construcción se finalizó en 1573, año en el que se colocó una placa conmemorativa. Richard Ford la dibujó en 1830, representándola sin torres aledañas y con varias casas adosadas. Fue derribada el 22 de septiembre de 1868 por orden del cabildo municipal presidido por el alcalde Francisco de Paula del Castillo y Urri.